# Payengxa Lor
Payengxa Lor (tiếng Lào: ນາງ ປ່າເຢັ້ງຊາ ລໍ່; sinh ngày 25 tháng 3 năm 2001) là một người mẫu và hoa hậu Lào, người đã đăng quang cuộc thi Hoa hậu Hoàn vũ Lào 2022. Với tư cách là Hoa hậu Hoàn vũ Lào, Payengxa  đã đại diện cho Lào tại cuộc thi Hoa hậu Hoàn vũ 2022 được tổ chức tại New Orleans, Louisiana, Hoa Kỳ.

## Tiểu sử
Payengxa sinh ra và sống ở Viêng Chăn, trong một gia đình Người Mông. Cô là sinh viên quản lý kinh doanh tại trường Cao đẳng Laos-Mỹ.

## Cuộc thi sắc đẹp

### Hoa hậu Hoàn vũ Lào 2022
Vào ngày 8 tháng 10 năm 2022, cô thi đấu với 19 ứng cử viên khác tại Miss Universe Lào 2022 tại Grand Ballroom của khách sạn Mekong Riverside ở Viêng Chăn và giành được danh hiệu cùng với ba giải thưởng đặc biệt là Miss Perfect Skin by Renita Beauty Center, Miss Confident Smile by 4U Spa Dental và Scent of Beauty by Madame Fin.

### Hoa hậu Hoàn vũ 2022
Vào ngày 14 tháng 1 năm 2023, Payengxa Lor đại diện cho Lào tại Hoa hậu Hoàn vũ 2022 tại Trung tâm Hội nghị Ernest N. Morial ở New Orleans, Louisiana, Hoa Kỳ. Trong đêm chung kết, cô dừng chân ở Top 16 chung cuộc. Đây là thành tích đầu tiên của Lào tại cuộc thi Hoa hậu Hoàn vũ.